# Stettiner Haff
Stettiner Haff eller Oderlagunen (tysk: Oderhaff eller Stettiner Haff; polsk: Zalew Szczeciński) er en strandsø på grænsen mellem Tyskland og Polen ved den sydvestlige del af Østersøen. Den ligger ved udmundingen af floden Oder nord for Stettin og Police. Haff er betegnelsen for en type lavvandede strandsøer og laguner, ved sydkysten af Østersøen, der er adskilt fra havet ved lave sandtanger, til dels med store sandklitter.
Mellem Stettiner Haff og Pommernbugten i Østersøen ligger øerne Usedom/Uznam og Wollin, og tre sunde forbinder strandsøen til resten af havet: Peenestrom, Świna og Dziwna. Stettiner Haff har et areal på 687 km² og en gennemsnitlig dybde på 4 meter. På det dybeste sted er det kun 8,5 meter.
I 1880 åbnedes kanalen Kaiserfahrt på Usedom, og en sejlrende med dybde på 10 meter knyttede lagunen med Østersøen, så større skibe kunne komme ind til havnen i Stettin.
Kanalen, der er omkring 12 km lang og 10 meter dyb, blev gravet under det Tyske kejserrige mellem 1874 og 1880 i Kejser Wilhelm 1.s regeringstid. Efter 1945 opkaldte Polen kanalen efter Piast-slægten.
Den 10. september 1759 dannede havet ramme om søslaget på Stettiner Haff (ved Nowe Warpno og Ueckermünde) mellem Preussen og Sverige.
I dag er der mange passagerbåde på lagunen, og man kan drive mange slags vandsport ved strandene i området. I området er der vinstokke, en smalsporet jernbane, museer og slotte.
Der findes naturområder i egnene omkring havet – bl.a. Wolin Nationalpark, Naturpark Am Stettiner Haff, Wkrzanskaskoven, Goleniowska-skoven.
Stettiner Haff er med Roztoka Odrzańska og Oder en del af Natura 2000-projektet.

## Forurening
Stettiner Haff får tilført store mængder forurening via floden Oder og eutrofiering er blandt andet resultatet. Store koncentrationer af aluminium og jernsediment er fundet i floden, hvilket fører til stor algevækst i lagunen. Næringsstofmængden i strandsøen varierer derimod og er mindsket de seneste år.

## Byer og landsbyer i det område
- Nowe Warpno (Polen)
- Świnoujście (Polen)
- Stepnica (Polen)
- Ueckermünde (Tyskland)
- Pasewalk (Tyskland)
- Wolgast (Tyskland)
- Usedom (by) (Tyskland)
- Eggesin (Tyskland)
- Police (Polen)
- Międzyzdroje (Polen)
- Usedom (by) (Polen)
- Anklam (Tyskland)
- Szczecin (Polen)
- Trzebież (Polen)
- Brzózki (Nowe Warpno) (Polen)